# Islas Bijol
Las islas Bijol (en inglés: Bijol Islands) son un archipiélago del océano Atlántico en el África Occidental que hace parte del país de Gambia.
El grupo está formado por cinco islas situadas a unos kilómetros  frente a la costa, en el extremo occidental de Gambia, cerca de la ciudad de Tanji. El grupo de pequeñas islas pertenece a un santuario de aves, establecido en 1993 conocido como «Reserva de Aves Tanji».
Se localiza en las coordenadas geográficas 13°23′07″N 16°49′01″O / 13.38528, -16.81694.